# Công ước Bắc Kinh
Công ước Bắc Kinh (tiếng Anh: Convention of Peking) hay còn gọi là Công ước Bắc Kinh đầu tiên (First Convention of Peking) là một thỏa thuận bao gồm ba hiệp ước bất bình đẳng riêng biệt được ký kết giữa Đại Thanh với Đế chế Anh, Đệ Nhị Đế chế Pháp và Đế quốc Nga vào năm 1860.
Đại diện cho phía Đại Thanh là Thân vương Dịch Hân, đại diện phía Đế chế Anh là James Bruce, Bá tước thứ 8 xứ Elgin, phía Đế chế Pháp là Nam tước Jean-Baptiste-Louis Gros và phía Đế chế Nga là Nikolay Pavlovich Ignatyev. Sau công ước này, Đại Thanh đã nhường lại Bán đảo Cửu Long vĩnh viễn cho Đế chế Anh và vùng Ngoại Mãn Châu cho Đế quốc Nga.

## Bối cảnh
Vào ngày 18 tháng 10 năm 1860, khi Chiến tranh nha phiến lần thứ hai lên đến đỉnh điểm, quân đội Anh và Pháp đã tiến vào Tử Cấm Thành ở Bắc Kinh. Sau thất bại quyết định của quân Đại Thanh, Thân vương Dịch Hân buộc phải ký hai hiệp ước thay mặt cho chính quyền nhà Thanh với Lãnh chúa xứ Elgin và Nam tước Gros, những người đại diện cho Anh và Pháp. Mặc dù Nga không phải là bên tham chiến, nhưng Dịch Hân cũng đã ký một hiệp ước với Nikolay Pavlovich Ignatyev.
Kế hoạch ban đầu là đốt cháy Tử Cấm Thành để trừng phạt việc các quan chức Đại Thanh ngược đãi tù nhân Anh-Pháp. Vì làm như vậy sẽ gây nguy hiểm cho việc ký kết hiệp ước, nên kế hoạch đã chuyển sang đốt Cung điện Mùa hè Cũ và Di Hòa viên. Các hiệp ước với Pháp và Anh đã được ký kết tại tòa nhà Bộ Lễ ngay phía Nam Tử Cấm Thành vào ngày 24 tháng 10 năm 1860.

## Điều khoản

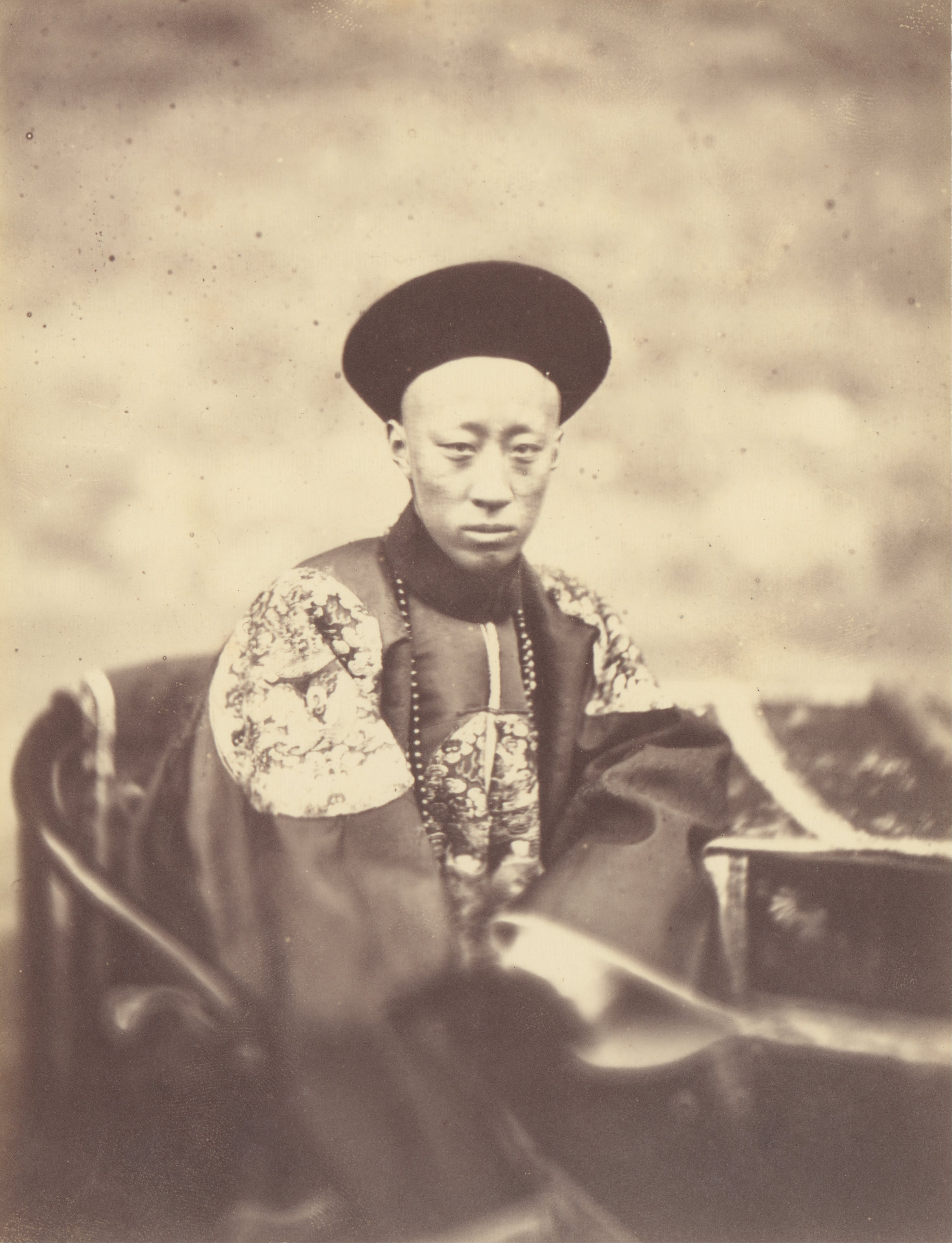
Dịch Hân, chụp bởi Felice Beato, ngày 2 tháng 11 năm 1860, chỉ vài ngày sau khi ông ký hiệp ước vào ngày 24 tháng 10 năm 1860.

Trong hội nghị này, Hoàng đế Hàm Phong đã phê chuẩn Hiệp ước Thiên Tân (1858).
Năm 1860, khu vực được gọi là Bán đảo Cửu Long ban đầu được đàm phán cho thuê vào tháng 3, nhưng sau đó vài tháng, Công ước Bắc Kinh đã chấm dứt hợp đồng thuê và chính thức nhượng lại đất này cho người Anh vĩnh viễn vào ngày 24 tháng 10. Lãnh thổ mới này được nhập vào Hồng Kông thuộc Anh.
Điều 6 của Công ước giữa Đại Thanh và Vương quốc Anh quy định rằng Nhà Thanh sẽ nhượng lại vĩnh viễn phần Bán đảo Cửu Long ở phía nam Đường Boundary, Cửu Long và Hồng Kông ngày nay (bao gồm cả Đảo Stonecutters) cho Anh.
Điều 6 của Công ước giữa Đại Thanh và Pháp quy định rằng "các cơ sở tôn giáo và từ thiện bị tịch thu từ những người theo đạo Thiên chúa trong thời kỳ đàn áp mà họ là nạn nhân sẽ được trả lại cho chủ sở hữu thông qua Đại sứ Pháp tại Đại Thanh".

### Mãn Châu
Hiệp ước cũng xác nhận việc nhượng lại toàn bộ những gì hiện được gọi là Ngoại Mãn Châu cho Đế quốc Nga, tổng cộng là 400.000 km2, với việc Nga đạt được mục tiêu chiến lược là phong tỏa quyền tiếp cận Biển Nhật Bản của Đại Thanh. Hiệp ước trao cho Nga quyền đối với vùng Ussuri, một phần của Primorye ngày nay, lãnh thổ tương ứng với tỉnh Mãn Châu trước đây của Đông Tartary. Xem Điều ước Ái Hồn (1858), Điều ước Nerchinsk (1689) và Xung đột biên giới Nga – Thanh.
Ngoài việc nhượng lại lãnh thổ do triều đại Nhà Thanh cai trị, hiệp ước cũng nhượng lại lãnh thổ thuộc quyền tài phán của Triều Tiên-Joseon, đáng chú ý là hòn đảo (vào thời điểm đó và hiện là một bán đảo ở cực nam của Primorsky Krai) của Noktundo. Người Triều Tiên không biết điều này cho đến những năm 1880 (khoảng 20 năm sau khi ký kết hiệp ước mà Triều Tiên không phải là bên tham gia), khi đó nó trở thành vấn đề phản đối chính thức vì người Triều Tiên khẳng định rằng Nhà Thanh không có thẩm quyền nhượng Noktundo cho Nga.

## Hậu quả

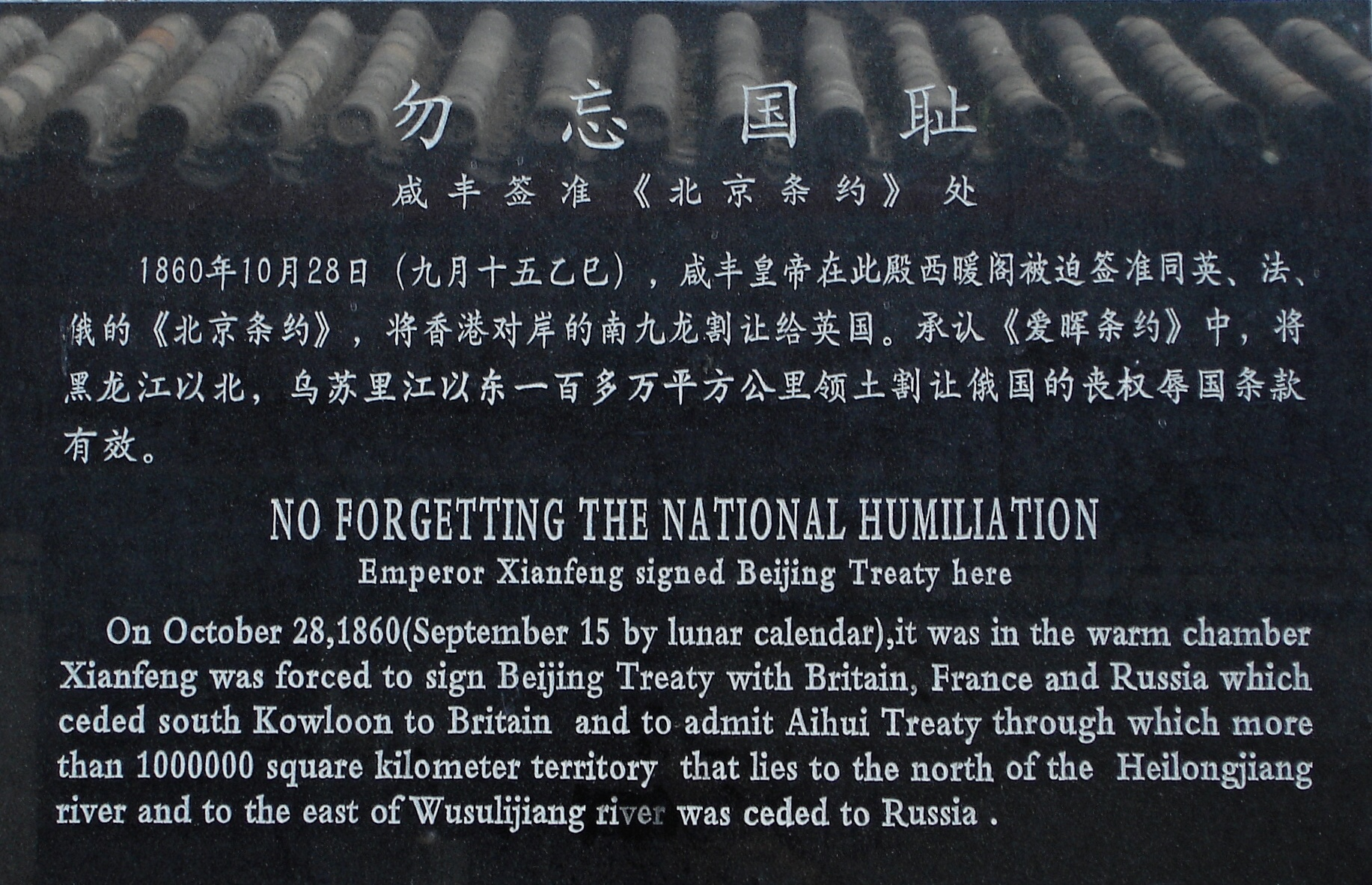
Tấm biển ở Tị Thử Sơn Trang ghi nhận hiệp ước năm 1860 là "sự sỉ nhục quốc gia" đối với Trung Quốc.

### Cửu Long
Chính phủ Vương quốc Anh và Cộng hòa Nhân dân Trung Hoa (PRC) đã ký Tuyên bố chung Trung-Anh về vấn đề Hồng Kông vào năm 1984, theo đó chủ quyền của các vùng lãnh thổ được thuê, cùng với Đảo Hồng Kông, được nhượng lại theo Điều ước Nam Kinh (1842) và Bán đảo Cửu Long (phía nam Đường Boundary), sẽ được chuyển giao cho PRC vào ngày 1 tháng 7 năm 1997.

### Noktundo
Tình trạng của Noktundo, vốn thuộc thẩm quyền của Triều Tiên từ đầu thế kỷ XVII nhưng (người Triều Tiên không biết lãnh thổ mình bị mất cho đến những năm 1880) đã được nhượng lại cho Nga theo hiệp ước, vẫn chưa được giải quyết chính thức, vì chỉ có một trong hai thẩm quyền/chính phủ của Triều Tiên chấp nhận thỏa thuận biên giới với Nga. Bắc Triều Tiên và Liên Xô đã ký một hiệp ước biên giới vào năm 1985 chính thức xác nhận biên giới Nga-Bắc Triều Tiên chạy qua trung tâm của Sông Đồ Môn khiến bán đảo Noktundo hiện nay nằm ở phía biên giới của Nga. Hiệp ước này không được Hàn Quốc công nhận, kể từ đó Hàn Quốc đã yêu cầu trả lại Noktundo cho quyền tài phán của Hàn Quốc (trên bề mặt thì đây sẽ là quyền tài phán của Bắc Triều Tiên, với kỳ vọng về quyền kiểm soát thống nhất của Hàn Quốc sau khi Triều Tiên thống nhất).

## Bản gốc
Bản gốc của công ước này hiện đang được lưu giữ tại Bảo tàng Cố cung Quốc gia ở Đài Loan.